# (3922) Heather
(3922) Heather (1971 SP3) – planetoida z pasa głównego asteroid okrążająca Słońce w ciągu 5,55 lat w średniej odległości 3,13 j.a. Odkryta 26 września 1971 roku.